# Nagasjön
Nagasjön är en sjö i Strömsunds kommun i Ångermanland och ingår i Ångermanälvens huvudavrinningsområde. Sjön har en area på 5,67 kvadratkilometer och ligger 242 meter över havet.

## Delavrinningsområde
Nagasjön ingår i det delavrinningsområde (709299-151126) som SMHI kallar för Utloppet av Nagasjön. Medelhöjden är 292 meter över havet och ytan är 36,35 kvadratkilometer. Räknas de 13 avrinningsområdena uppströms in blir den ackumulerade arean 164,04 kvadratkilometer. Nagasjöån som avvattnar avrinningsområdet har biflödesordning 3, vilket innebär att vattnet flödar genom totalt 3 vattendrag innan det når havet efter 167 kilometer. Avrinningsområdet består mestadels av skog (72 procent). Avrinningsområdet har 5,81 kvadratkilometer vattenytor vilket ger det en sjöprocent på 16 procent.